# 신국제경제질서
신국제경제질서(영어: New International Economic Order, NIEO)는 1970년대에 걸쳐 유엔 무역 개발 회의를 통해 개발도상국들이 제안한 국제경제체제로, 좁게는 1974년의 유엔 자원 특별 총회에서 선언된 내용을 의미한다.

## 같이 보기
- 공정무역
- 비동맹 운동
- 유엔 무역 개발 회의
- 워싱턴 합의
- 브레튼 우즈 체제